# آسيا الحنوني
آسيا الحنوني (بالفرنسية: Assia El Hannouni)‏ (مواليد 30 أيار\مايو، 1981 في ديجون) هي لاعبة رياضية من ذوي الاحتياجات الخاصة فرنسية متخصصة في سباق 800 متر عدو سريع في الألعاب البارالمبية. وهي مصابة بالتهاب الشبكية الصباغي ما يعني أنها ضعيفة البصر بنسبة إبصار أقل من عُشر الدرجة الكاملة في عينها اليسرى، وصفر في عينها اليمنى، كما أنها تنافس الرياضيين غير المعاقين في سباقات 800 متر.
مثلت فرنسا في الألعاب البارالمبية الصيفية 2004 التي أقيمت في أثينا، وحصلت على الميداليات الذهبية في سباقات 100 متر، 200 متر، 400 متر، 800 متر، وحطمت الرقم القياسي العالمي في كل هذه السباقات.
مثّلت فرنسان في دورة الألعاب البارالمبية الصيفية 2008 التي أقيمت في بكين وكانت حاملة علم بلادها في حفل افتتاح الألعاب. فازت بالميدالية الفضية في سباق 800 متر (الفئة T13/12) بزمن قدره 2’4’’96، قبل الفوز بالميدالية الفضية في سباق 1500 متر وذهبية سباقي 200 متر و400 متر.
عام 2007، سجلت رقماً قياسياً عالمياً جديداً في سباق 800 متر سيدات في فئة إعاقتها بزمن قدره 2 دقيقة 6 ثوان 76 جزء من الثانية. في نفس العام، تنافست مع رياضيين غير معاقين في سباق 800 متر في بطولة وطنية داخل فرنسا وحصلت على المركز الخامس.
في عام 2007، كانت آسيا تدرس الصحافة في المعهد الوطني للرياضة والتربية البدنية.

## وصلات خارجية
- نبذة عن آسيا الحنوني  على موقع الاتحاد الدولي لألعاب القوى
- آسيا الحنوني في اللجنة البارالمبية الدولية (أيضًا هنا)